# Super Meat Boy
Super Meat Boy — компьютерная инди-игра в жанре платформера, разработанная командой Team Meat, состоящей из Эдмунда Макмиллена и Томми Рефенеса. Выпущена 20 октября 2010 года для Xbox Live Arcade, 30 октября для Windows через Steam и 2 декабря через Direct2Drive. Она развивает механику, заложенную в Meat Boy — флэш-игре, созданной Эдмундом Макмилленом и Джонатаном Макэнти (англ. Johnathan McEntee) и выпущенной на сайте Newgrounds в октябре 2008 года. Super Meat Boy рассказывает историю Мясного пацана, спасающего свою подругу, Пластыревую девушку, от зловещего Доктора зародыша.
Игра получила положительные отзывы критиков, которые отметили ретро-стиль игры, а также её высокую сложность. Помимо этого, она получила различные награды, среди которых «Самая сложная игра 2010 года» (англ. Most Challenging Game), присуждённая сайтом IGN и «Лучшая загружаемая игра 2010 года» (англ. Best Downloadable Game), присуждённая сайтами GameSpot и GameTrailers. Проект был коммерчески успешным — за восемнадцать месяцев продаж игра достигла «платинового» статуса — количество проданных копий на всех платформах приблизилось к отметке в 1,1 миллион (80 % продаж приходится на PC-версию, 20 % — на Xbox Live Arcade). 14 декабря 2011 года Super Meat Boy была выпущена в составе Humble Indie Bundle 4. 7 июня 2012 года игра также была добавлена в состав Humble Indie Bundle V в качестве бонуса для заплативших больше средней цены.

## Геймплей

Игрок, управляя персонажем по имени Мясной Пацан, преодолевая различные ловушки, должен добраться до своей подруги Пластыревой девушки

Геймплей игры схож с традиционными консольными платформерами, такими как Mega Man и N, которые требуют высокой точности управления персонажем. Игрок управляет маленьким квадратным, лишённым кожи персонажем, по имени Мясной пацан, который должен спасти свою подругу Пластыревую девушку из рук Доктора зародыша. Игроку необходимо, управляя главным героем и используя способность скользить по стенам, провести его через уровни, содержащие различные ловушки, такие как циркулярные пилы, иглы и соль, и достигнуть Пластыревую девушку. Количество жизней неограниченно, а после смерти Meat Boy сразу появляется в начале уровня. После прохождения уровня игроку показывают повтор, в котором одновременно отображаются последние 40 попыток прохождения.

### Уровни
- Глава 1: The Forest
- Глава 2: The Hospital
- Глава 3: The Salt Factory
- Глава 4: Hell
- Глава 5: Rapture
- Глава 6: The End
- The Cotton Alley

Игра состоит из пяти основных глав, по 20 уровней в каждой. Игрок должен пройти как минимум 17 из них (в любом порядке) для того чтобы открыть босса, после прохождения которого открывается следующая глава. После прохождения пятой главы открывается шестая глава The End, состоящая из пяти этапов, пройдя которые игрок открывает финального босса — Dr. Fetus’а. После победы над ним открывается дополнительная седьмая глава The Cotton Alley, состоящая из 20 очень сложных уровней, в которых единственным доступным персонажем является Пластыревая девушка. Всего в игре доступно около 350 уровней. При прохождении уровня светлого мира (англ. light world) быстрее контрольного времени открывается его альтернативная, усложнённая версия в тёмном мире (англ. dark world). На многих уровнях первых пяти глав и в некоторых warp-зонах встречаются пластыри, собирая которые, игрок открывает персонажей из других видеоигр.
Во время прохождения уровня игрок может обнаружить синий портал — warp-зону (англ. warp zone), при вхождении в которую игрок попадает в мини-игру, стилизованную под одну из ретро-игр. В ней игрок имеет только 3 жизни и не может сменить персонажа. В каждой главе имеются 4 warp-зоны. В светлом мире есть одна warp-зона красного цвета, бонусом за прохождение которой является разблокируемый персонаж. После прохождения основной главы на случайном уровне может появиться видоизменённая Пластыревая девушка. Если в это время игрок пройдёт его, то откроется «глючный уровень» (англ. glitch level), очень похожий на warp-зоны, однако имеющий более высокую сложность.
На ранних этапах разработки каждая глава состояла из 15 уровней, разделённых на наборы по 3 этапа, содержала 16 пластырей и не включала в себя тёмный мир и warp-зоны. Игроку был доступен первый набор, после прохождения двух уровней которого открывался следующий набор, а после прохождения последнего набора открывался босс. Позже разработчики решили отказаться от системы наборов и сделали все уровни глав изначально открытыми.
В интервью журналу «Игромания» Эдмунд Макмиллен рассказал, по какому принципу строились уровни. «Если уровень сложный, то он короткий. Если простой, то длинный. А в финале уровни и сложные, и длинные!», — заявил он.

### Персонажи

Официальный арт, изображающий всех персонажей игры
----
• Верхний ряд: RunMan, The Kid, Flywrench
• Второй ряд: Ogmo, Commander Video, Goo Ball, Alien Hominid
• Третий ряд: Jill, Captain Viridian, Mr. Minecraft, Naija, Ninja, Tim, Spelunky
• Нижний ряд: Хедкраб, Josef, Pink Knight, Bandage Girl, Meat Boy, Dr. Fetus, Brownie, Gish

Наряду с Meat Boy в игре присутствуют разблокируемые персонажи из различных видеоигр. Каждый из них имеет свои уникальные способности, сходные со способностями своих аналогов в оригинальных играх. Некоторые из этих персонажей могут быть открыты посредством сбора достаточного количества пластырей, а остальные — путём прохождения определённых warp-зон, в которых игра на несколько уровней меняется согласно стилистике и геймплею старых игровых консолей. Персонажи, открываемые путём сбора пластырей, являются эксклюзивными для каждой из платформ.
17 июня 2011 года разработчики опубликовали в своём блоге статью, в которой перечислили персонажей, вырезанных из финальной версии игры. Среди них — зелёный Ogmo из игры Jumper 3, Mondo Priest из серии игр Mondo, Knytt из игры Knytt, Golden Knight из игры Bonesaw, The Goo Girl из игры World of Goo, а также две дополнительные версии Мясного пацана. Помимо этого были перечислены персонажи, которых разработчики хотели добавить в игру: Quote из Cave Story, Lemeza из La-Mulana, A Beat из Bit.Trip и Fancy Pants из Fancy Pants Adventures.
| Список персонажей игры Super Meat Boy    | Список персонажей игры Super Meat Boy | Список персонажей игры Super Meat Boy |
| Имя персонажа                            | Взят из игры                          | Описание |
| ---------------------------------------- | ------------------------------------- | --- |
| Meat Boy (Мясной Парень)                 | Meat Boy                              | Основной персонаж игры. Также в игре представлено несколько его вариаций: - 8-битный Meat Boy - 4-битный Meat Boy - 4-цветный Meat Boy Первоначально персонаж назывался Inside Out Ninja (рус. Ниндзя наизнанку) и носил капюшон, от которого позже отказались, поскольку «игра и так стала слишком похожа на N+». |
| Bandage Girl (Пластырь-девочка)          | Meat Boy                              | Подруга главного героя, которую ему необходимо спасти. Основной персонаж в 7-й главе, где она спасает Мясного парня. |
| Meat Ninja (Мясной ниндзя)               | Super Meat Boy                        | При нажатии кнопки бега возле опасных объектов, персонаж телепортируется в безопасное место. Открывается после стопроцентного прохождения игры. При игре за этого персонажа, результаты прохождения не заносятся в доску почёта Steam/Xbox Live Arcade.                                                            |
| Commander Video                          | Bit.Trip Runner                       | Может пари́ть и висеть в воздухе в течение ограниченного периода времени. |
| Jill                                     | Mighty Jill Off                       | Умеет замедлять падение. |
| Ogmo                                     | Jumper                                | Умеет делать двойной прыжок. |
| Flywrench                                | Flywrench                             | Умеет делать тройной прыжок и скользить по вертикальным поверхностям. |
| The Kid                                  | I Wanna Be the Guy                    | Также как и Ogmo, умеет делать двойной прыжок, но в то же время умеет бегать. |
| Brownie                                  | Super Meat Boy                        | Является боссом в 3-й главе. Доступен через код или в режиме devmode. |
| Alien Hominid                            | Alien Hominid                         | Может стрелять вниз, замедляя падение. До выхода Ultra Edition был эксклюзивным персонажем в версии для Xbox Live Arcade. После выхода стал доступен в Ultra Edition и Steam-версии. |
| Эксклюзивные для Xbox Live Arcade        |                                       | |
| Gish                                     | Gish                                  | Умеет прилипать к стенам и потолку. |
| Tim                                      | Braid                                 | Может отматывать время на три секунды, но только если персонаж не умер. |
| Spelunky                                 | Spelunky                              | Умеет делать взрывной прыжок, в результате которого персонаж улетает вперёд. |
| Pink Knight                              | Castle Crashers                       | Умеет совершать прыжок в воздухе. Кроме этого, при зажатии кнопки прыжка в воздухе, персонаж совершает «дрожащий прыжок» (англ. flutter jumping), что позволяет персонажу увеличить дальность полёта. |
| Ninja                                    | N/N+                                  | Умеет быстро бегать. |
| Эксклюзивные для Windows, Mac OS и Linux |                                       | |
| Хедкраб                                  | Half-Life                             | Умеет передвигаться по стенам и потолкам. Доступен только в Steam-версии. |
| Goo Ball (Шарик Гуу)                     | World of Goo                          | Умеет висеть на стенах и потолках. Доступен в не-Steam версии, а также в Steam-версии через код или в режиме devmode. |
| Josef                                    | Machinarium                           | Умеет вращать руками, для увеличения высоты прыжка. |
| Naija                                    | Aquaria                               | При зажатии кнопки прыжка, она замедляет падение, а при отпускании кнопки — быстро улетает вперёд. |
| RunMan                                   | RunMan: Race Around the World         | Может совершать сверхбыстрый горизонтальный прыжок. |
| Капитан Виридиан (The Captain)           | VVVVVV                                | Умеет менять собственный вектор гравитации. |
| Стив (Mr. Minecraft)                     | Minecraft                             | Может уничтожать и устанавливать блоки на уровнях, для облегчения прохождения. В первых версиях игры время прохождения за данного персонажа заносилось в доску почёта Steam. Но в 11-м обновлении разработчики убрали данную возможность, поскольку данный персонаж ломал игровой баланс.                          |
| Tofu Boy                                 | Super Tofu Boy                        | Секретный персонаж, созданный в ответ на пародию Super Tofu Boy, выпущенную PETA. Очень слаб, что делает невозможным прохождение большинства уровней. Доступен через код или в режиме devmode. |
| Dr. Fetus (Доктор зародыш)               | Meat Boy                              | Может стрелять ракетами. Доступен только в режиме devmode. |
| Potato Boy (Картофельный парень)         | Super Meat Boy                        | Персонаж, заменивший Мясного парня для акции Potato Fools Day в День дурака. |

## Дополнительные уровни и редактор
В Xbox Live Arcade-версии игры присутствует эксклюзивная глава Teh Internets (рус. Интернеты), открываемая после сбора 20 пластырей и состоящая из бесплатных глав с дополнительными уровнями. Каждая глава может содержать до 20 уровней. Глава может быть создана для прохождения каким-либо определённым или любым персонажем. По состоянию на март 2011 года были выпущены следующие главы:
- The Butcher Boy (выпущена 20 октября 2010 года; только 8-битный Meat Boy) — глава, стилизованная под ретро-игры[33][34].
- Sewers of Dross (выпущена 21 ноября 2010 года; только Gish) — глава, стилизованная под игру Gish и построенная на возможности одноимённого персонажа прилипать к стенам[35].
- Cramps (выпущена 22 февраля 2011 года; только Meat Boy) — первая пользовательская глава[36]. Создана пользователем под ником NovaSilisko[37].
- Expert Remix (выпущена 22 февраля 2011 года; только Meat Boy) — глава, состоящая из усложнённых уровней из оригинальной игры (включая усложнённую версию warp-зоны The Guy!, в которую до этого можно было сыграть только персонажем The Kid)[38][39].

В версиях для PC и Mac вместо неё присутствуют редактор уровней, онлайн-портал, содержащий уровни, сделанные пользователями в редакторе, а также глава Super Meat World, открываемая после сбора 20 пластырей. В этой главе публикуются специально отобранные разработчиками уровни, некоторые наборы уровней из главы Teh Internets, а также уровни, созданные известными геймдизайнерами. Также в Super Meat World доступен режим «Enter the Unknown» (рус. Войти в неизвестность), в котором игра выбирает случайный уровень из онлайн-портала. Изначально планировалось выпустить редактор на всех платформах, но из-за новых правил, касающихся фанатского контента, эта функция будет доступна только для PC и Mac.
Первоначально релиз дополнения, добавляющего редактор, онлайн-портал и главу Super Meat World, был намечен на середину января 2011 года. 22 января разработчики написали, что редактор почти готов и будет выпущен в течение следующих двух недель. Однако 21 февраля разработчики написали в своём блоге, что редактор будет выпущен «когда он будет готов». 30 марта в твиттере разработчиков появилось сообщение, в котором они сообщили о том, что обновление выйдет «на днях». 1 апреля обновление стало доступно для скачивания в Steam. Оно содержало главу Super Meat World, а также более 140 дополнительных уровней для неё. Помимо этого, в честь Дня смеха разработчики заменили главного героя на Картофельного парня (англ. Potato Boy). 2 апреля разработчики сообщили, что следующее обновление, добавляющее редактор, выйдет «в течение нескольких дней», а сам редактор будет выпущен для публичного бета-тестирования. 3 мая бета-версия редактора уровней стала доступна для скачивания в Steam.
До выхода редактора, игроки могли создавать свои собственные уровни в режиме devmode.

### Devmode
После выпуска PC-версии игры, сообщество моддеров нашло в исполняемом файле игры скрытый режим devmode, в котором игроки могут создавать свои уровни. 11 декабря разработчики опубликовали в своём блоге пост, в котором подробно рассказали о данном режиме. Они заявили, что devmode не является полноценным редактором уровней, был случайно забыт в финальной версии игры, содержит ошибки и объявили, что они не будут поддерживать его. По словам Эдмунда Макмиллена, подобный редактор он использовал для создания уровней игры.

## Хронология разработки

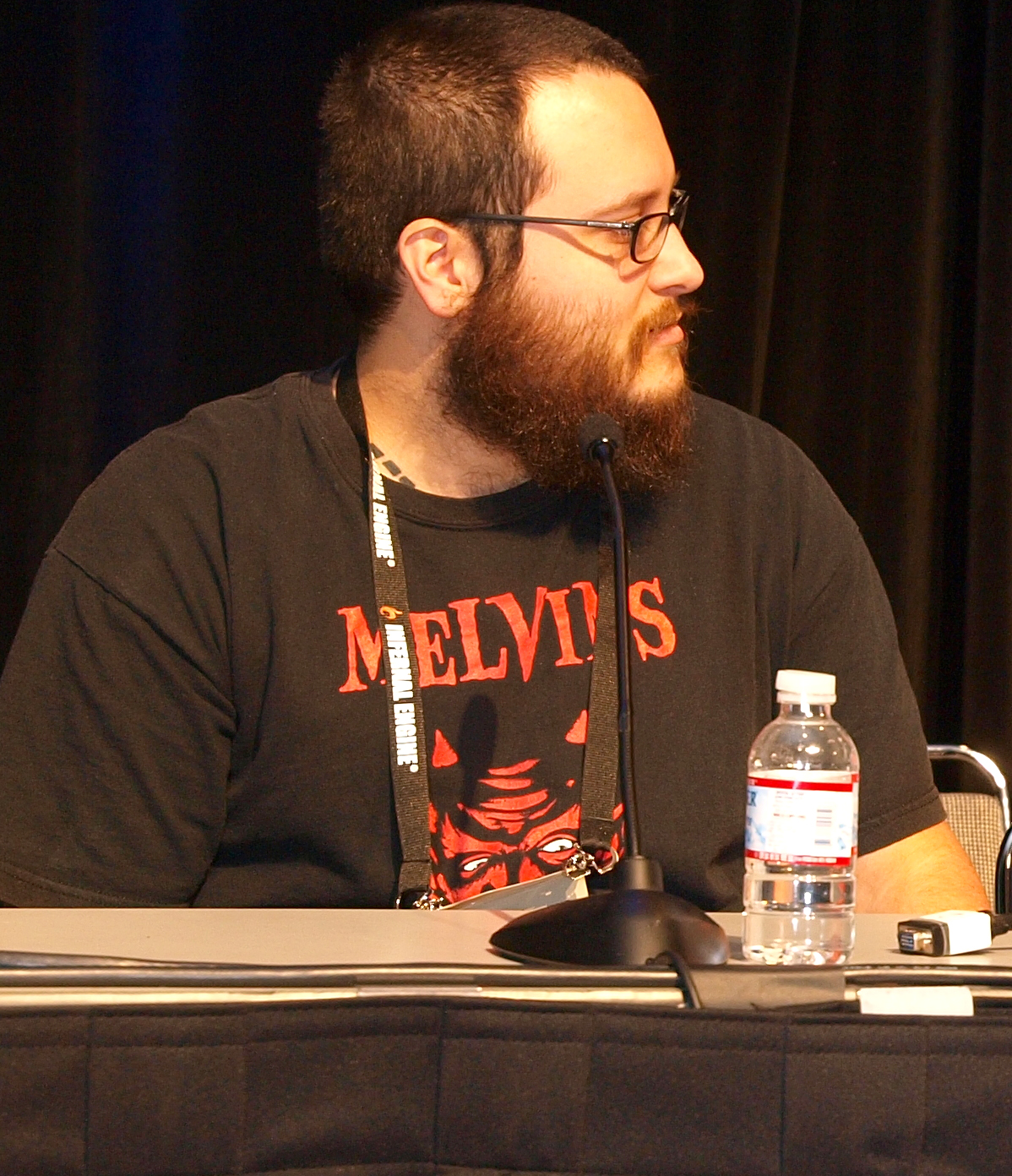
Эдмунд Макмиллен на Game Developers Conference 2010

Осенью 2008 года Эдмунд Макмиллен, вместе со своим другом Джонатаном Макэнти, за три недели создаёт флеш-игру Meat Boy. 5 октября они выпускают её на сайте Newgrounds. Сразу после выхода игры её ждал успех, страница с ней набрала более 900 000 просмотров. После этого Макмиллен объединяется с программистом Томми Рефенесом, участвовавшим в разработке их совместной флеш-игры Grey-Matter, и создаёт команду инди-разработчиков Team Meat.

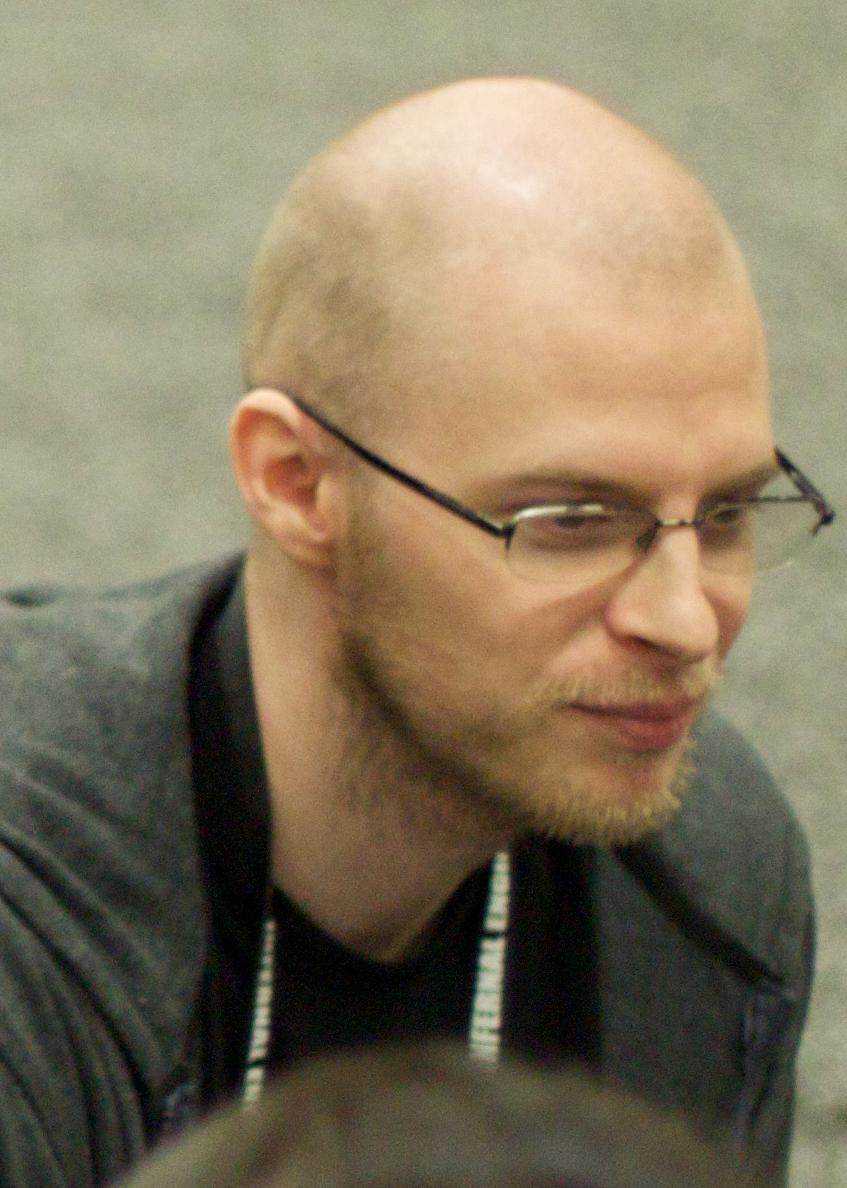
Томми Рефенес на Game Developers Conference 2010

1 января 2009 года Макмиллен выпускает диск This Is A Cry for Help, содержащий коллекцию игр, комиксов и концепт-артов созданных им за 10 лет. В это же время, МакМиллен ведёт переговоры с Microsoft и Nintendo, о выпуске игр для их сервисов цифровой дистрибуции — Gish 2 для Xbox Live Arcade и Aether для WiiWare. Однако Эдмунд Макмиллен решает выпустить игру Super Meat Boy.
17 января Макмиллен официально объявил о начале разработки игры Super Meat Boy. Томми Рефенес решает создать свой движок, вместо использования готового. Также он создаёт программу, которая позволяет преобразовать Flash-ролики в формат игры[прояснить]. Это позволило Макмиллену создавать всю анимацию во флеше. Помимо этого они могли использовать уже готовую анимацию и звуки из Meat Boy.
5 апреля был опубликован первый скриншот игры, на котором показано сравнение Super Meat Boy и оригинальной флэш-игры Meat Boy. Также было объявлено, что первая играбельная демоверсия будет показана на выставке E3 2009.
28 апреля разработчики анонсировали первого разблокируемого персонажа — Тима, главного героя игры Braid. Изначально предполагалось добавить данного персонажа во все версии игры. Однако позже разработчики решили добавить его только в XBLA-версию игры.
В мае 2009 года в журнале Game Informer появилась информация, что новый разблокируемый персонаж — Alien Hominid, герой одноимённой игры. 28 мая разработчики подтвердили эту информацию и сообщили, что не успевают сделать демоверсию к E3 и что возможно они успеют к Penny Arcade Expo 2009.
14 июня был объявлен третий разблокируемый персонаж — Commander Video из серии игр Bit.Trip. Также разработчики рассказали, каким образом будут открываться дополнительные персонажи.
16 января 2010 года был объявлен ещё один дополнительный персонаж — Flywrench из одноимённой игры.
22 февраля было объявлено, что игра будет выпущена в сети Xbox Live Arcade. Разработчики разместили в своём твиттере изображение телевизора с подключённой к нему консолью Xbox 360. На экране телевизора была размещена надпись «SMB XBLA 2010».
1 апреля разработчики написали в своём блоге, что следующим дополнительным персонажем станет Ogmo — главный герой игры Jumper. Несмотря на то, что это было написано в День смеха, разработчики отметили, что это сообщение не является первоапрельской шуткой.
3 апреля была выпущена iOS-игра Super Meat Boy Handheld. Она была создана в ответ на удаление из App Store игры Томми Рефенеса Zits & Giggles после того, как он назвал iPhone «играми Tiger Electronics этого поколения». Сама Apple заявила, что игра была удалена из-за того, что Рефенес проводил эксперименты с ценой на данную игру, поднимая её до 400 долларов.
В конце августа компания Microsoft связалась с Team Meat и предложила им выпустить игру на два месяца раньше намеченного срока для того, чтобы игра попала на Game Fest — осеннюю акцию по продвижению новых игр для Xbox Live Arcade. Microsoft заявила им, что все игры, попавшие на Game Fest, будут иметь широкую рекламную кампанию, эксклюзивную релизную неделю, рецензию от Major Nelson и будут представлены на различных выставках, среди которых Penny Arcade Expo. Разработчики решили выпустить игру раньше и попасть на Game Feast. Позже в статье «Super Meat Boy Postmortem» они напишут, что Super Meat Boy не получила такой поддержки, как другие игры акции — вместо эксклюзивной релизной недели Super Meat Boy была выпущена в один день с Costume Quest, а вместо первого места в списке новых игр Super Meat Boy оказался на четвёртой позиции. «Главная ошибка, которую мы допустили в процессе разработки, заключалась в том, что мы в течение двух месяцев работали как проклятые, чтобы попасть на акцию, от которой мы фактически ничего не получили», — пишет Эдмунд Макмиллен.
20 октября в твиттере разработчиков появилось сообщение, в котором они просили у Маркуса «Нотча» Перссона разрешение на использование главного героя его игры Minecraft в качестве первого дополнительного персонажа в PC-версии игры:

эй нотч.. как насчёт того, чтоб разрешить нам использовать мистера майнкрафта в качестве игрового персонажа в pc-версии :)
Оригинальный текст (англ.)hey notch.. hows about you let us use mr. mincraft as a playable charater in the pc version :)
— Официальный твиттер разработчиков
Спустя 19 минут, Нотч ответил, разрешив им использовать Mr. Minecraft и пошутив, что ему необходимо добавить в Minecraft, мир которой состоит из различных видов кубов, блоки из мяса:

разрешаю, да будет так! Мне нужно добавить мясные блоки.
Оригинальный текст (англ.)permission hereby granted! I need to add meat blocks.
— Официальный твиттер Маркуса «Нотча» Перссона
7 ноября разработчики объявили, что следующим дополнительным персонажем станет Капитан Виридиан из игры VVVVVV.
10 ноября были объявлены первые восемь достижений из Steam-версии игры. Разработчики выложили изображения для этих достижений и попросили интернет-сообщество определить эти достижения.
В этот же день в блоге Team Meat появился пост, в котором они объявили о выпуске обновления и DLC для XBLA-версии игры. Также было показано изображение трёх дополнительных персонажей из PC-версии игры: уже добавленных Mr. Minecraft’а и Капитана Виридиана, а также силуэт третьего персонажа. 12 ноября на сайте BigDownload появилось сообщение о том, что этот персонаж — Йозеф из игры Machinarium. 13 ноября разработчики подтвердили эту информацию.
16 ноября Team Meat объявили ещё одного дополнительного персонажа. В Steam-версии игры им стал хедкраб из игры Half-Life 2. В не-Steam версии игры им стал шарик Гуу из игры World of Goo.
23 ноября были объявлены два последних дополнительных персонажа PC-версии — RunMan из игры RunMan: Race Around the World и Найя из Aquaria.
14 декабря 2011 года Super Meat Boy была выпущена в составе Humble Indie Bundle 4. За первый день данный набор собрал более $1 000 000. 16 декабря ко всем играм набора, в том числе и к Super Meat Boy, были добавлены саундтреки, доступные для бесплатного скачивания теми, кто купил данный набор.

## Релиз
Игра Super Meat Boy была выпущена 20 октября 2010 года для Xbox Live Arcade. 30 октября игра появилась в сети цифровой дистрибуции Steam (Steam-версия игры), а спустя 2 дня — в онлайн-магазине Direct2Drive (не-Steam версия игры).
Летом 2018 года, благодаря уязвимости в защите Steam Web API, стало известно, что точное количество пользователей сервиса Steam, которые играли в игру хотя бы один раз, составляет 2 970 487 человек.

### Super Tofu Boy
Сразу после выпуска XBLA-версии игры, за неделю до выпуска PC-версии, организация PETA отреагировала на игру выпустив флэш-игру под названием Super Tofu Boy. В ней игрок управляет персонажем внешне похожим на Meat Boy, но сделанного из тофу. По сюжету игры, Meat Boy похитил Пластыревую девушку, а Tofu Boy, проходя различные уровни, спасает её.
Эдмунд Макмиллен отреагировал на это, заявив, что он специально создал несколько фиктивных аккаунтов на форуме PETA, с которых он жаловался на игру Super Meat Boy. Также он поблагодарил PETA за рекламу его новой игры и отметил, что Meat Boy не сделан из мяса, а просто не имеет кожи.
Помимо этого, во втором обновлении PC-версии игры, Team Meat добавили нового секретного персонажа, главного героя игры Super Tofu Boy — Tofu Boy (рус. Парень из тофу). Отличительной особенностью персонажа является низкая скорость передвижения и маленькая высота прыжка. Разработчики заявили, что персонаж является эксклюзивным для PC, так как XBLA-версию игры невозможно обновить.

### Версии для других платформ
В январе 2009 года, в самом начале разработки игры, единственной заявленной платформой был сервис WiiWare. Позже были анонсированы версии для Xbox Live Arcade и PC. Однако, после окончания разработки и начала продаж, Эдмунд Макмиллен заявил, что они не могут выпустить WiiWare-версию по техническим причинам, связанным с ограничением в 40 мегабайт, установленным в системе WiiWare. 23 декабря 2010 года в официальном твиттере разработчиков появилось сообщение, в котором они сообщили, что отменяют разработку WiiWare-версии, однако всё ещё надеются выпустить игру для Wii посредством розничной продажи. «Невозможно не признать тот факт, что версия игры, занимающая 40 мегабайт, будет дерьмовой версией», — заявил Макмиллен в интервью сайту Joystiq. По его признанию, они знали об ограничении: «Мы знали об этой проблеме ещё в начале разработки, но надеялись, что нам удастся договориться с Nintendo насчёт увеличения размера файла игры».
13 января 2011 года журнал Игромания опубликовал на своём сайте интервью с разработчиками игры, в котором они заявили, что не собираются выпускать игру ни для Wii, ни для PlayStation 3.
28 февраля на выставке Game Developers Conference Томми Рефенес объявил, что у Team Meat есть комплект разработчика Nintendo 3DS и они будут работать над игрой для данной платформы. «Мы не знаем, будет ли это Super Meat Boy», — заявил он.
2 марта разработчики написали в своём блоге, что Wii-версия Super Meat Boy официально отменена. «Мы очень старались сделать так, чтобы она появилась, но ни один из издателей, с кем мы говорили, не сказал, что выпуск бюджетной игры в розницу будет выгоден на данном этапе развития Wii, и мы понимаем это», — написал Эдмунд Макмиллен.
В конце 2014 года Team Meat сделали официальный анонс мобильной интерпретации Super Meat Boy — новинка получит наименование Forever и на момент релиза будет не банальным портом со старших платформ, а полноценной игрой с узнаваемым сеттингом, но новым геймплеем. Абстрактной датой выхода является 2015 год.

### Издание игры в России

Обложка российского издания игры Super Meat Boy

28 декабря на сайте Team Meat появилось сообщение, в котором Эдмунд Макмиллен обращался к русским фанатам с просьбой создать обложку для российского издания игры. В этот же день на сайте компании Бука появилось объявление о конкурсе. Жителям России и бывшего СССР предлагалось нарисовать обложку игры, придав ей «русский колорит». Конкурс проводился с 28 декабря 2010 по 15 января 2011 года. Работы оценивали разработчики игры. 21 января 2011 года был объявлен победитель конкурса. Им оказался пользователь сайта DeviantArt под ником MaadArtist. Также был показан официальный бокс-арт российского издания. На нём изображён Meat Boy в шапке-ушанке, окружённый штыками, на фоне памятника Владимиру Ильичу Ленину и Храма Василия Блаженного. Парень стоит на других убитых мясных парнях, одна его рука держит листок, на котором нарисована Пластыревая девушка, другая рука направлена вверх. Данный арт является отсылкой к знаменитому агитплакату времён Великой Отечественной войны «Родина-мать зовёт!».
12 мая 2011 года Super Meat Boy была выпущена на территории России. Помимо русифицированной версии игры издание включало в себя буклет с лучшими артами, присланными на конкурс обложки[значимость факта?].

### Ultra Edition
Super Meat Boy Ultra Edition — специальное CD-издание PC-версии игры, содержащее дополнительные материалы. Впервые было упомянуто (под названием Super Meat Boy PC Special Edition) 6 декабря 2010 года в блоге разработчиков.
5 апреля 2011 года в блоге разработчиков появился пост, в котором они рассказали о выпуске данного издания. Оно было выпущено для онлайн-магазина Amazon.com и розничной сети Wal-Mart. В комплект Ultra Edition вошли:
- PC-версия игры Super Meat Boy с дополнительным персонажем Alien Hominid;
- 40-страничный буклет с комиксами;
- Цифровая версия саундтрека;
- Мини-постер, созданный Дэйвом Рапоза;
- Различные концепт-арты, среди которых арты warp-зон и персонажей;
- Фотографии, сделанные в процессе разработки;
- Трейлеры и различные ролики;

17 апреля разработчики написали в своём блоге, что в сети Walmart были проданы все упаковки с игрой.

### Super Meat Boy Forever
Super Meat Boy Forever является не прямым продолжением, а спин-оффом с другим игровым процессом. Теперь персонаж сам бежит вперед, а игроку надо лишь вовремя нажимать на кнопку прыжка. Кроме прыжка, персонаж умеет скользить и бить врагов, что также является небольшим ускорением.
Релиз состоялся 23 декабря 2020 года. Проект вышел на Nintendo Switch и ПК в магазине Epic Game Store. Выход версий для консолей PlayStation4 и Xbox One состоялся в январе 2021 года.

## Саундтрек
Саундтрек к игре Super Meat Boy был создан композитором Дэниэлем «dB» Барановски (англ. Danny Baranowsky) и выпущен 26 октября 2010 года посредством интернет-магазина Bandcamp. Он состоит из 34 композиций. В феврале 2011 года было объявлено, что три композиции («The Battle of Lil’ Slugger», «Can o’ Salt» и «Betus Blues») будут выпущены в качестве загружаемого контента к игре Rock Band 3.
11 января 2011 года было выпущено специальное издание саундтрека, изданное на двух CD-дисках и содержащее 73 трека. Первый диск содержит оригинальный саундтрек, второй — 2 дополнительных ремикса, а также музыку из меню и кат-сцен. Обложку для саундтрека создал Эдмунд Макмиллен. На ней изображён Meat Boy и Dr. Fetus, которые жмут друг другу руки. С правой стороны обложки имеется надпись «Nice to Meat You». Данная надпись является игрой слов, основанной на использовании сходно звучащей английской фразы Nice to meet You, означающей «рад тебя видеть», а также слова meat — «мясо». Помимо этого, обложка является пародией на обложку альбома Wish You Were Here группы Pink Floyd.
Осенью 2014 года, во время работы над своей новой игрой Mewgenics, Макмиллен решил отказаться от саундтрека, над которым работал Дэниэл Барановски. Саундтрек из The Binding of Isaac, также созданный им, не был использован в обновленной версии игры, The Binding of Isaac: Rebirth. Позже Макмиллен заявил, что он больше не будет работать с Барановски из-за творческих разногласий и личных конфликтов. Барановски запретил использовать его саундтрек в переиздании Super Meat Boy для PlayStation 4 и PlayStation Vita. По его словам, ему не подошли условия, предложенные Team Meat. Для данных версий игры был создан новый саундтрек. В его создании приняли участие группа Ridiculon (Маттиас Босси и Джон Эванс), работавшая над саундтреком к The Binding of Isaac: Rebirth, Дэвид «Scattle» Скэтлифф (англ. David Scatliffe), принявший участие в создании саундтрека к Hotline Miami, а также Лаура Шигихара, создавшая саундтрек к Plants vs. Zombies. Однако данная версия саундтрека была принята прохладно. Сайт Destructoid заявил, что оригинальный саундтрек был лучше, назвав обновлённый саундтрек «шагом назад» и отметив, что «в новой версии нет ни одной композиции, которая была бы лучше оригинальной <…> хотя бы на половину».

### Список композиций
| №                   | Название                                         | Длительность |
| ------------------- | ------------------------------------------------ | ------------ |
| 1.                  | «dB soundworks — Boy Meats Girl»                 | 1:04         |
| 2.                  | «dB soundworks — Super Meat Boy!»                | 0:38         |
| 3.                  | «dB soundworks — Forest Funk»                    | 3:00         |
| 4.                  | «dB soundworks — Ballad of the Burning Squirrel» | 2:51         |
| 5.                  | «dB soundworks — The Battle of Lil' Slugger»     | 2:14         |
| 6.                  | «dB soundworks — Betus Blues»                    | 3:12         |
| 7.                  | «dB soundworks — C.H.A.D.'s Broken Wind»         | 3:46         |
| 8.                  | «dB soundworks — C.H.A.D.'s Lullaby»             | 2:25         |
| 9.                  | «dB soundworks — Can o' Salt»                    | 3:20         |
| 10.                 | «dB soundworks — Rocket Rider»                   | 3:00         |
| 11.                 | «dB soundworks — Fast Track to Browntown»        | 2:24         |
| 12.                 | «dB soundworks — Hot Damned»                     | 2:54         |
| 13.                 | «dB soundworks — Devil N' Bass»                  | 2:40         |
| 14.                 | «dB soundworks — Meat Golem»                     | 2:45         |
| 15.                 | «dB soundworks — It Ends»                        | 3:23         |
| 16.                 | «dB soundworks — Dr. Fetus' Castle»              | 3:02         |
| 17.                 | «dB soundworks — Larries' Lament»                | 2:49         |
| 18.                 | «dB soundworks — It Ends 2: End Harder»          | 3:06         |
| 19.                 | «dB soundworks — Carmeaty Burana»                | 4:25         |
| 20.                 | «dB soundworks — Escape!»                        | 2:36         |
| 21.                 | «dB soundworks — End Credits»                    | 1:38         |
| 22.                 | «dB soundworks — McLarty Party People»           | 3:00         |
| 23.                 | «dB soundworks — Meat Spin»                      | 1:41         |
| 24.                 | «dB soundworks — Forest Funk RETRO»              | 3:00         |
| 25.                 | «dB soundworks — Betus Blues RETRO»              | 3:12         |
| 26.                 | «dB soundworks — Can o' Salt RETRO»              | 3:20         |
| 27.                 | «dB soundworks — Hot Damned RETRO»               | 2:53         |
| 28.                 | «dB soundworks — It Ends RETRO»                  | 3:24         |
| Общая длительность: | Общая длительность:                              | 77:42        |

| №                   | Название                                                            | Длительность |
| ------------------- | ------------------------------------------------------------------- | ------------ |
| 1.                  | «A_Rival — mAEt b0y (REMIX)»                                        | 4:40         |
| 2.                  | «Benjamin Briggs — Spoiled R0TT3N (REMIX)»                          | 3:28         |
| 3.                  | «Mattias Häggström Gerdt — MATTIAS' MANMEAT MIX (REMIX)»            | 3:25         |
| 4.                  | «George "Android-Music" Dziov — Metal Meat (REMIX)»                 | 3:20         |
| 5.                  | «Inverse Phase — Boss Burger N' Chips (REMIX)»                      | 3:33         |
| 6.                  | «C418 — Meatcraft (REMIX)»                                          | 3:31         |
| 7.                  | «Josh Whelchel — Power of the Meat (feat. Melinda Hershey) (REMIX)» | 5:31         |
| 8.                  | «dB soundworks — Trailer Intro»                                     | 1:09         |
| 9.                  | «dB soundworks — Meat Boy (Flash) - Title»                          | 1:14         |
| 10.                 | «dB soundworks — World Map Theme»                                   | 1:12         |
| 11.                 | «dB soundworks — Meat Fighter II»                                   | 0:27         |
| 12.                 | «dB soundworks — Dun Dun Dun!!!»                                    | 0:05         |
| 13.                 | «dB soundworks — Chapter 1 Menus»                                   | 1:08         |
| 14.                 | «dB soundworks — Meat Boy (Flash) - Forest»                         | 1:43         |
| 15.                 | «dB soundworks — The Tragic Squirrel»                               | 0:53         |
| 16.                 | «dB soundworks — Wups!»                                             | 0:02         |
| 17.                 | «dB soundworks — Meatroidvania»                                     | 0:06         |
| 18.                 | «dB soundworks — Chapter 2 Menus»                                   | 1:08         |
| 19.                 | «dB soundworks — …And Potatoes»                                     | 1:20         |
| 20.                 | «dB soundworks — Chapter 2 Cutscene Score»                          | 0:43         |
| 21.                 | «dB soundworks — Chapter 3 Menus»                                   | 1:08         |
| 22.                 | «dB soundworks — Meat Boy (Flash) - Salt Factory»                   | 2:53         |
| 23.                 | «dB soundworks — Chapter 3 Cutscene Score»                          | 0:33         |
| 24.                 | «dB soundworks — Chapter 4 Menus»                                   | 1:08         |
| 25.                 | «dB soundworks — Chapter 4 Cutscene Score»                          | 0:28         |
| 26.                 | «dB soundworks — Chapter 5 Menus»                                   | 1:08         |
| 27.                 | «dB soundworks — Meat Boy (Flash) - Hell»                           | 3:24         |
| 28.                 | «dB soundworks — It Ends with a Whimper»                            | 3:05         |
| 29.                 | «dB soundworks — ???»                                               | 0:04         |
| 30.                 | «dB soundworks — Chapter 5 Cutscene Score»                          | 0:17         |
| 31.                 | «dB soundworks — Chapter 6 Menus»                                   | 1:33         |
| 32.                 | «dB soundworks — Chapter 6 Cutscene Score»                          | 0:40         |
| 33.                 | «dB soundworks — The End Cutscene Score»                            | 1:25         |
| 34.                 | «dB soundworks — Cotton Alley Menus»                                | 1:08         |
| 35.                 | «dB soundworks — 4-bit Meat Boy Theme»                              | 0:30         |
| 36.                 | «dB soundworks — Internets Menus»                                   | 0:51         |
| 37.                 | «dB soundworks — 4-bit Internets Menus»                             | 0:51         |
| 38.                 | «dB soundworks — 8-bit Internets Levels»                            | 1:41         |
| 39.                 | «dB soundworks — 90’s Ad Track»                                     | 1:18         |
| 40.                 | «dB soundworks — World Map Theme»                                   | 1:12         |
| 41.                 | «dB soundworks — World Map Theme 2»                                 | 1:34         |
| 42.                 | «dB soundworks — Character Select Theme»                            | 0:34         |
| 43.                 | «dB soundworks — Character Select Theme 2»                          | 1:19         |
| 44.                 | «dB soundworks — Demo Cutscene Score»                               | 0:23         |
| 45.                 | «dB soundworks — Dun Dun Dun»                                       | 0:04         |
| Общая длительность: | Общая длительность:                                                 | 67:58        |

## Рецензии и награды
| Сводный рейтинг       | Сводный рейтинг                                   |
| Агрегатор             | Оценка                                            |
| --------------------- | ------------------------------------------------- |
| GameRankings          | 90,51 % (X360) 91,67 % (PC)                       |
| Metacritic            | 90/100 (Xbox 360) 88/100 (PC)                     |
| MobyRank              | 90/100 (Xbox 360)                                 |
| Иноязычные издания    |                                                   |
| Издание               | Оценка                                            |
| 1UP.com               | A (Xbox 360)                                      |
| Destructoid           | 9,5/10 (Xbox 360)                                 |
| Eurogamer             | 9,0/10 (Xbox 360)                                 |
| Game Informer         | 9,0/10 (Xbox 360)                                 |
| GamePro               | (Xbox 360)                                        |
| GameSpot              | 9,5/10 (Xbox 360, PC)                             |
| GamesRadar+           | 9,0/10 (Xbox 360)                                 |
| GameTrailers          | 9,1/10 (Xbox 360)                                 |
| IGN                   | 9,0/10 (Xbox 360, PC)                             |
| Joystiq               | (Xbox 360)                                        |
| OXM                   | 10/10 (Xbox 360)                                  |
| PC Gamer (UK)         | 90 % (PC)                                         |
| X-Play                | (Xbox 360)                                        |
| Русскоязычные издания |                                                   |
| Издание               | Оценка                                            |
| Absolute Games        | 80 % (PC)                                         |
| «Игромания»           | 9,0/10 (журнал; Xbox 360) 9,5/10 (сайт; Xbox 360) |
| «Страна игр»          | 9,0/10 (Xbox 360, PC)                             |

Игра Super Meat Boy получила большое количество положительных отзывов критиков. Xbox 360-версия игры получила 90 баллов из 100 от сайта Metacritic и оценку в 90,51 % от сайта GameRankings. PC-версия игры получила 88 баллов из 100 от Metacritic и оценку в 91,67 % от Game Rankings.
Критики высоко оценили элементы платформера и уникальный ретро-стиль уровней, а также отметили высокую сложность игры.

### Рецензии игры в зарубежной прессе
Рецензент X-Play Александра Холл (англ. Alexandra Hall) поставила игре оценку 5 из 5 баллов и заявила, что у игры «захватывающий платформенный геймплей» и что «дизайнеры, делавшие игру — мастера своего дела».
Генри Гилберт (англ. Henry Gilbert) из GamesRadar поставил игре 9 баллов из 10 и назвал платформер «идеальным». Он заявил, что «в то время как игра (Super Meat Boy) — жёсткая и требовательная, она не выглядит дешёвой или обманной».
Сайт GameTrailers поставил игре 9,1 баллов из 10. Обозреватель заметил, что «сложность игры заставляет почувствовать себя сумасшедшим, когда Вы проигрываете, но в то же время заставляет чувствовать себя профессионалом когда Вы выигрываете».
Том Мак-Ши (англ. Tom Mc Shea) из GameSpot оценил точное управление, дизайн уровней и постепенное нарастание уровня сложности.
Сайт Eurogamer поставил игре 9 баллов из 10. «Это тяжёлая игра. Она может заставить вас бросить геймпад через всю комнату», — пишет рецензент сайта Том Брэмвелл (англ. Tom Bramwell).
Майк Чэннел (англ. Mike Channel), журналист Official Xbox Magazine, в своей рецензии оценил разнообразие уровней. Он заявил: «Несмотря на то, что графика может показаться недоделанной, способ представления игры великолепен. Каждый уровень имеет свой собственный визуальный стиль».
Рецензент сайта IGN Деймон Хэтфилд (англ. Daemon Hatfield) отметил уникальный стиль игры, warp-зоны, отсылающие к 8-битным играм, и саундтрек. «Саундтрек, состоящий из чиптюн-музыки — лучшее что я слышал после Scott Pilgrim vs. the World: The Game», — заявил Хэтфилд.
Сайт 1UP.com поставил игре оценку A (90 %). Рецензент Джо Леонард (англ. Joe Leonard) отметил юмор и геймплей, который сглаживает разочарование от высокой сложности. «Сильная сторона Super Meat Boy в том, что она никогда не выглядит слишком серьёзно», — отметил он.
Джонатан Холмс (англ. Jonathan Holmes), рецензент сайта Destructoid, поставил игре оценку 9,5 баллов из 10, назвав дизайн игры «мастерским».

### Рецензии игры в русскоязычной прессе
Рецензент журнала Игромания Артём Комолятов, в журнальной версии рецензии поставил игре оценку 9,0 баллов. Он написал: «Сев за SMB, вы либо принимаете вызов и проходите через этот маленький кусочек ада на земле, либо на сотой смерти без капли сожаления вышвыриваете консоль или компьютер в окно». В рецензии для сайта, рецензент Линар Феткулов поставил игре 9,5 баллов. Он отметил «идеальное» управление и заявил, что Super Meat Boy — «безумно, неправдоподобно, оскорбительно сложная игра». В видеорецензии, выпущенной на диске «Видеомания», рецензенты Максим Еремеев и Александр Милованов поставили игре оценки 10 и 8,5 баллов соответственно. Они отметили дизайн уровней, саундтрек и большое количество дополнительных персонажей, а Максим Еремеев назвал Super Meat Boy «лучшим платформером 2010 года».
Рецензент сайта Absolute Games Евгений Соболь поставил игре оценку 80 %. Он отметил постепенно нарастающую сложность и саундтрек. «Super Meat Boy — одна из сложнейших и интереснейших игр ушедшего года», — заявил журналист.
Рецензент журнала Страна Игр Артём Шорохов поставил игре 9 баллов из 10. Он закончил рецензию словами: «…если кто-нибудь вдруг спросит вас, какой нынче платформер „самый крутой“, не раздумывая отвечайте: „Super Meat Boy“ — единым махом продемонстрируете верность идеалам хардкора, ретро и инди, а вдобавок ещё и выкажете тонкий вкус игрока».

### Награды игры
Игра была представлена на выставке Penny Arcade Expo 2010 и получила награды «Game of the Show» (рус. Лучшая игра выставки) от сайтов Destructoid и Machinima.com.
На Independent Games Festival, игра была номинирована на награды «Совершенство в аудио» (англ. Excellence in Audio) и «Гран-при Шеймуса Макнэлли» (англ. Seumas McNally Grand Prize).
Сайт IGN присудил игре награду «Самая сложная игра» (англ. Most Challenging Game) и номинировал на "Лучший саундтрек" (англ. Best Soundtrack) и «Лучший ретро-дизайн» (англ. Best Retro Design).
Сайт GameSpot удостоил игру награды «Лучшая загружаемая консольная игра» (англ. Best Downloadable Console Game), а сайт GameTrailers вручил игре награду «Лучшая загружаемая игра» (англ. Best Downloadable Game).
Редакция «Игромании» в февральском номере журнала за 2011 год расположила Super Meat Boy на первом месте в списке лучших инди-игр 2010 года.
Также «Игромания» в 2020 году, подводя итоги десятилетия 2010—2019, поставила игру на 1-е место в списке лучших платформеров десятилетия и включила её в список 18 самых влиятельных инди-игр десятилетия.